# Group Home
Group Home är en hiphopduo från East New York, Brooklyn i USA som har varit aktiva sedan 1992. Duon är mest känd för albumet Livin' Proof, som producerades av DJ Premier. Duon består av rapparna Lil' Dap och Melachi the Nutcracker.